# Лях Іван Опанасович
Іван Опанасович Лях (10 липня 1929 — ?) — український радянський діяч, голова виконкому Дніпропетровської міської ради. Депутат Верховної Ради УРСР 9—10-го скликань.

## Біографія
З 1946 року — учень ремісничого училища, учень індустріального технікуму.
З 1950 по 1954 рік служив у Радянській армії.
Член КПРС з 1953 року.
З 1954 року — секретар комітету комсомолу школи фабрично-заводського навчання, завідувач відділу Красногвардійського районного комітету ЛКСМУ міста Дніпропетровська, секретар комітету ЛКСМУ будівельного тресту № 17 міста Дніпропетровська.
Освіта вища. Закінчив Дніпропетровський інженерно-будівельний інститут.
У 1959—1967 роках — майстер, виконроб, старший виконроб будівельного тресту № 17 міста Дніпропетровська; інструктор Дніпропетровського міського комітету КПУ; інструктор Дніпропетровського обласного комітету КПУ; начальник відділу Головпридніпровбуду; заступник керуючого тресту «Дніпроміськбуд» міста Дніпропетровська.
У 1967—1974 роках — 2-й, 1-й секретар Кіровського районного комітету КПУ міста Дніпропетровська.
12 квітня 1974—1981 роках — голова виконавчого комітету Дніпропетровської міської ради народних депутатів.
У 1981—1991 роках — 1-й заступник голови Державного Комітету Ради Міністрів Української РСР по охороні природи, головний державний інспектор Української РСР по охороні природи.
Потім — на пенсії в місті Києві.

## Нагороди
- ордени
- медалі